# Frederik Vilhelm 1. af Preussen
Frederik Vilhelm 1. af Preussen (ty. Friedrich Wilhelm) af huset Hohenzollern (født 14. august 1688, død 31. maj 1740) regerede Preussen fra 1713 til sin død i 1740. Han var kendt som "Soldaterkongen" eller "Grenadérkongen".
Hans far, Frederik 1. af Preussen, var den første konge af Preussen. Fredrik Wilhelm koncentrerede sig om at opbygge Preussens militære magt. Han centraliserede og forbedrede den preussiske stat, erstattede tvungen militærtjeneste for middelklassen med en årlig skat, oprettede grundskoler og sørgede for at genbefolke Østpreussen efter at befolkningen var blevet reduceret som følge af pesten i 1709.
Trods sin militarisme førte han en gennemgående fredelig udenrigspolitik, men lod dog Preussen deltage i den Store Nordiske Krig mod Sverige, hvorved han vandt dele af Svensk Pommern. I øvrigt viste han sig loyal over for kejseren og søgte ikke at hævde sit land som Østrigs ligemand.
Han levede spartansk for sin stand og befandt sig bedst i sin militæruniform. Personlig var han tyrannisk og kolerisk, men uhyre flittig og målbevidst. I modsætning til sin far og bedstefar havde han ikke meget til overs for kultur og modsatte sig brug af penge, som ikke gik til hæren. I hans tid blev den preussiske hær dobbelt så stor, og hans regering kan betragtes som en forudsætning for Preussens senere stormagt.
Frederik Wilhelm og hans kone Sophie Dorothea af Hannover havde ti overlevende børn.